# エイダン・ギャラガー
エイダン・ギャラガー（Aidan Gallagher、2003年9月18日 - ）は、アメリカ合衆国出生の俳優・ミュージシャン。
ニコロデオンシリーズの『ニッキー、リッキー、ディッキー&ドーン』のニッキー・ハーパー役で一躍注目された。
2019年からはNetflixドラマの『アンブレラ・アカデミー』でナンバー・ファイブ役を演じ、大ブレイク。
ヴィーガンであり、環境汚染や保全問題に関心を持ち、SNSで発信を続け、エイダンは2018年に史上最年少の14歳で北アメリカの国連環境親善大使にも任命されている。
ドラマ『アンブレラ・アカデミー』(The Umbrella Academy)は彼の公式YouTubeによる舞台裏公開動画によると、ドラマの視聴者はメキシコ(33.7%)ロシア(6.8%)アメリカ(6.2%)ブラジル(6.1%)アルゼンチン(5.0%)の順に高く、このことから、エイダンやドラマ視聴者には各国のファンがいることが窺え、エイダンの公式SNSのコメント欄には様々な言語で彼に対するコメントがつけられている。

## フィルモグラフィ

### テレビシリーズ

#### テレビドラマ
| 年        | 題名                                        | 役名               | 備考                    |
| --------- | ------------------------------------------- | ------------------ | ----------------------- |
| 2014-2018 | Nicky, Ricky, Dicky & Dawn                  | ニッキー・ハーパー |                         |
| 2019-2024 | アンブレラ・アカデミー The Umbrella Academy | ファイブ / 5号     | Netflixオリジナルドラマ |